# Pollhagen

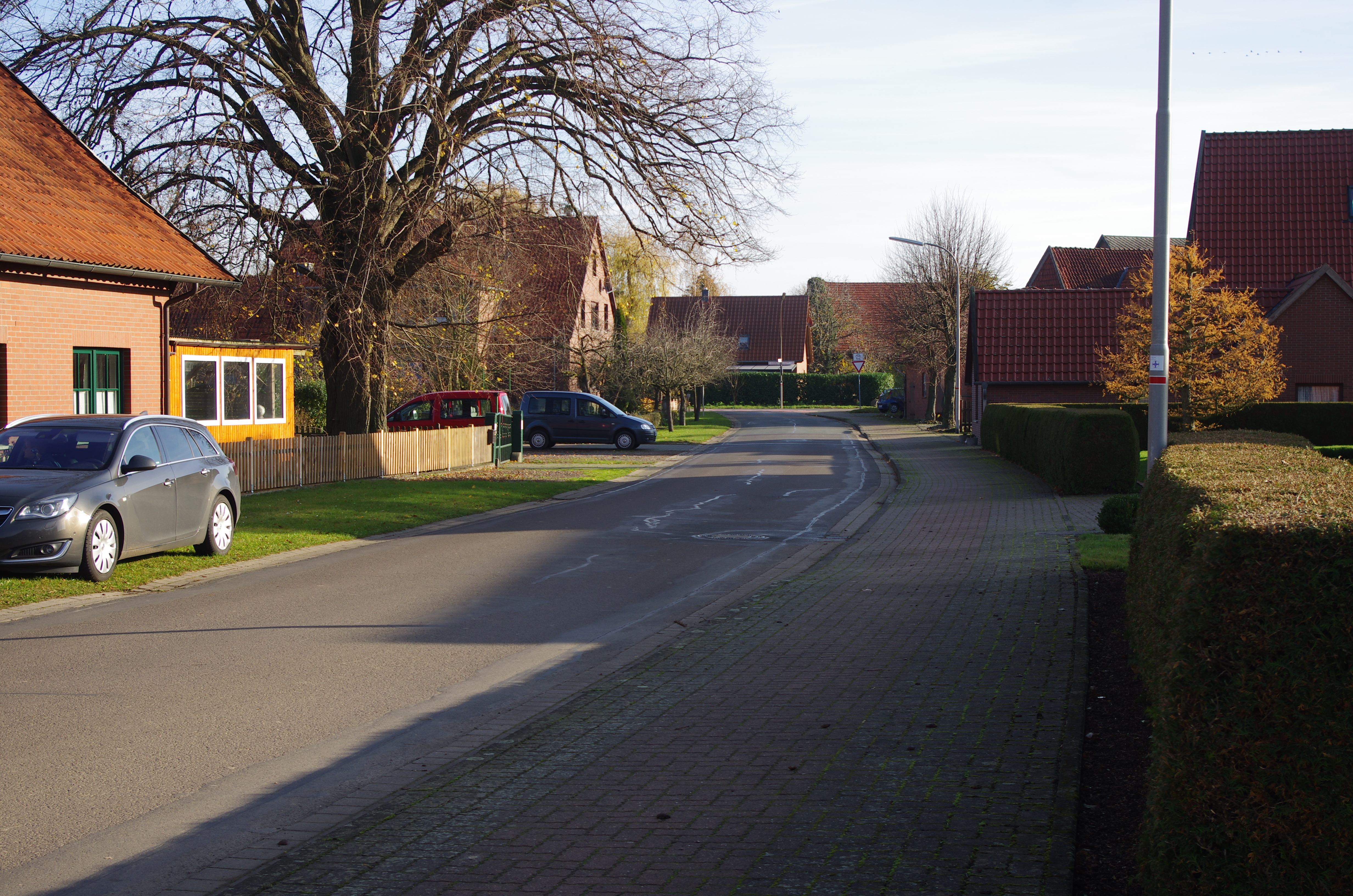
Ortsblick

Pollhagen ist eine Gemeinde in der Samtgemeinde Niedernwöhren im Landkreis Schaumburg in Niedersachsen.

## Geografie
Das Dorf liegt am Schaumburger Wald und am Mittellandkanal in der Nähe von Stadthagen.

Zum Gemeindegebiet gehört außerdem der Wohnplatz Natenhöhe.

## Geschichte
Durch Rodung im 13. Jahrhundert erhielt der Ort seine Gemarkung und wurde 1410 erstmals genannt. Die Gemeinde entwickelte sich als unterbäuerliches Nebendorf aus dem Mutterdorf Meerbeck. Bis 1898 gehörte das Dorf zum Kirchspiel Meerbeck, dann wurde in Pollhagen eine eigene Kirche gebaut.

## Religion
Pollhagen ist seit 1896 Sitz einer evangelisch-lutherischen Kirchengemeinde innerhalb der Schaumburg-Lippischen Landeskirche. Vorher war es nach Meerbeck eingepfarrt.

## Politik

### Gemeinderat
Der Rat der Gemeinde besteht aus 11 Ratsfrauen und Ratsherren. Die Ratsmitglieder werden durch eine Kommunalwahl für jeweils fünf Jahre gewählt.

Bei der letzten Kommunalwahl 2021 ergab sich folgende Sitzverteilung:
- SPD – 4 Sitze
- WGP – 5 Sitze
- CDU – 2 Sitze

### Bürgermeister/Verwaltung
Bürgermeisterin ist Simone Schäfer von der Wählergemeinschaft Pollhagen (WGP). Seit Anfang Januar 2021 ist Personalamtsleiter Christopher Sendler Gemeindedirektor. Das Gemeindebüro befindet sich in der Rottstrasse 2.

## Kultur und Sehenswürdigkeiten

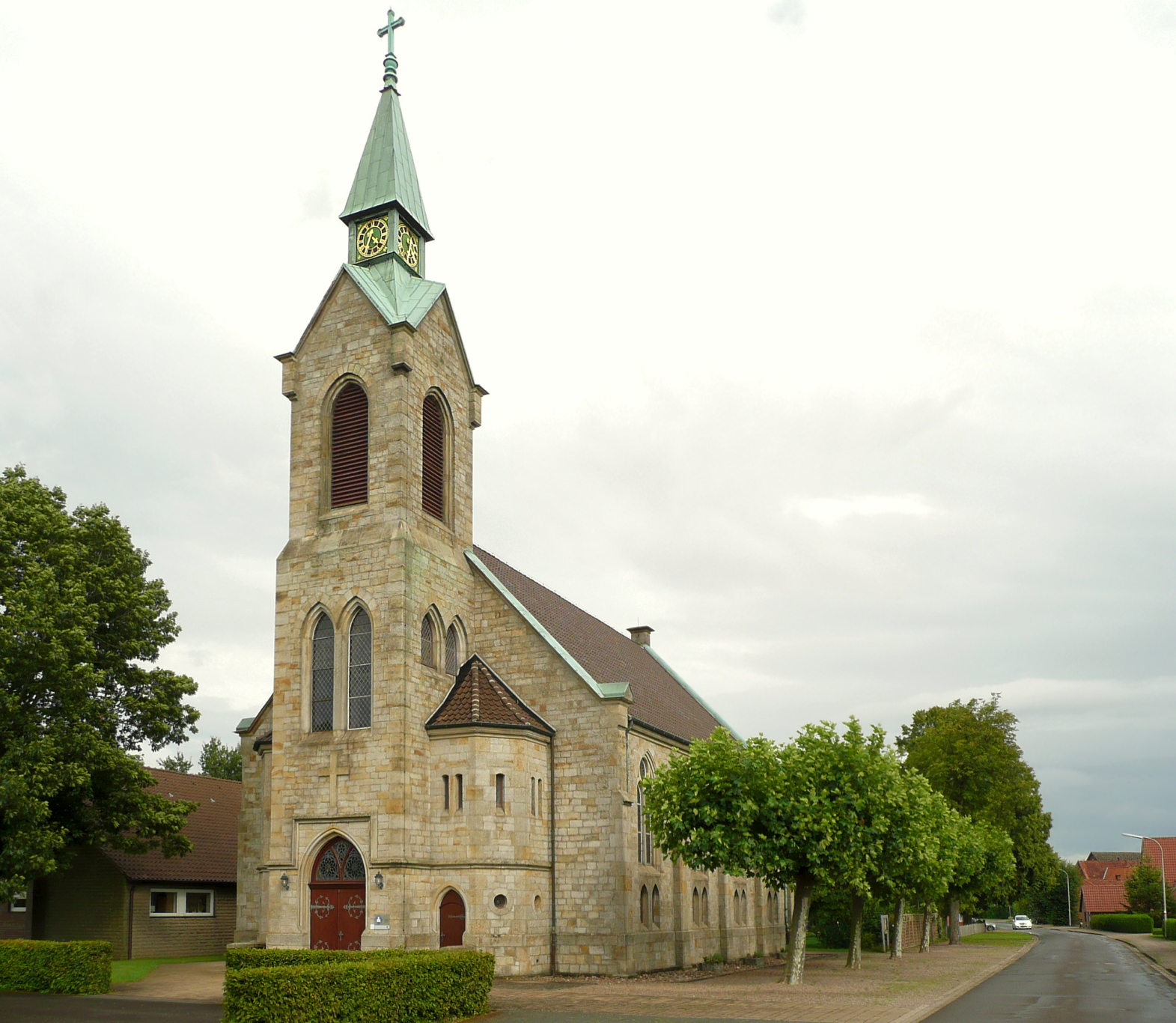
St.-Johannis-Kirche in Pollhagen

### Bauwerke
- Ev. St.-Johannis-Kirche, errichtet 1897/98 nach Plänen des Bückeburger Hofkammer- und Baurats Jebens

### Dorfgemeinschaftsfest
Am zweiten Augustwochenende jeden Jahres findet das Dorfgemeinschaftsfest in Verbindung mit dem Schützenfest statt. Traditionell eingebunden sind die sogenannten Rottfeiern der einzelnen Wohnquartiere. Diese sind aufgeteilt in Rotts für Männer und für Frauen. Bei den Männern gibt es drei verschiedene Rottquartiere, das Kuckucksrott mit ca. 150 Teilnehmern, das Ellernrott und das Rott Waldeslust. Hinzu kommt das Rosenrott für Frauen. Das Rosenrott hat starken Zulauf, da es eines der wenigen Rottquartiere in der Schützenfesttradition Schaumburgs ist, das weibliche Gäste anspricht.
Aufgrund der COVID-19-Pandemie in Niedersachsen fiel das Dorfgemeinschaftsfest in den Jahren 2020 und 2021 aus. In dieser Zeit hat sich mit dem Igelrott ein weiteres Rott etabliert.

### Freiwillige Feuerwehr
Die Freiwillige Feuerwehr Pollhagen mit Jugend- und Kinderfeuerwehr wird durch Ortsbrandmeister Martin Möller-Lindenberg geleitet und zählt Stand Juli 2022 zirka 250 Mitglieder. Neben den regulären Tätigkeiten des Feuerwehrdienstes finden auch hier regelmäßige Veranstaltungen wie das Jugendzeltlager oder das Sonnwendfeuer anlässlich der Sonnenwende statt.

## Infrastruktur

### Hafen

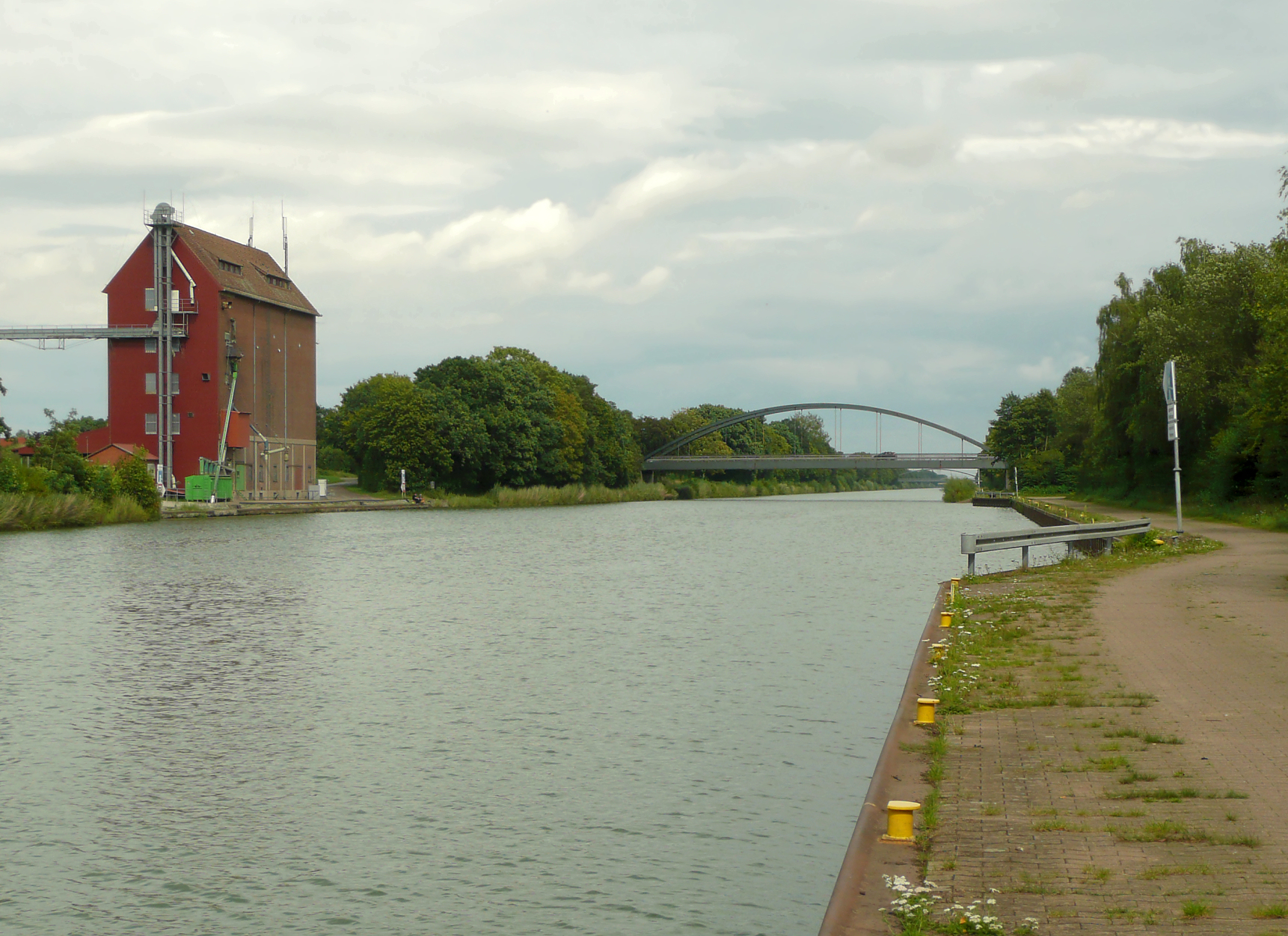
Hafen Pollhagen am Mittellandkanal

Der Schiffsverkehr am Mittellandkanal wird an den Häfen Niedernwöhrens abgefertigt.

### Bildung
Ein Kindergarten wird in Pollhagen betrieben. Im benachbarten Lauenhagen befindet sich die zuständige Grundschule. Weiterführende Schulen befinden sich in Helpsen und Stadthagen.

## Söhne und Töchter der Gemeinde
- Fritz Wehmeier (1897–1945), Politiker (NSDAP)
- Len-Lauris Führing (* 1999), Fußballer (FSG Pollhagen-Nordsehl-Lauenhagen)